# Ирмиш, Тило
Иога́нн Фри́дрих Ти́ло И́рмиш (нем. Johann Friedrich Thilo Irmisch; 14 января 1816, Зондерсхаузен, — 28 апреля 1879, там же) — немецкий ботаник.
B университете в Галле изучал богословие и философию, но особо его интересовала ботаника.
В 1844 году назначен учителем гимназии в Зондерсхаузене, своей родине, где служил до самой смерти.
В своих многочисленных работах Ирмиш касался разнообразных морфологических вопросов, причём следовал направлению Шимпера и Брауна.
Первый его труд, обративший на него внимание ботаников, озаглавлен «Zur Morphologie der monocotyledonischen Knollen— und Zwiebelgewächse» (Берлин, 1850); в этой работе, не утратившей значения и по настоящее время, изложено развитие побегов, образование клубней и луковиц в связи с особенностями растений.
Ирмиш изучал преимущественно растения туземные. Его важнейшие труды, помимо указанных, следующие:
- «Beiträge zur Biologie und Morphologie der Orchideen» (Лейпциг, 1853, с 6 таблицами)
- «Beiträge zur Vergleichenden Morphologie der Pflanzen» (Галле, 1854—1863, с 13 таблицами)
- «Beiträge zur Morphologie der monokotylischen Gewächse» (Лейпциг, 1860, с 12 таблицами)
- «Über einige Botaniker des XVI Jahrhunderts etc.», 1862.

Кроме того, Ирмиш приготовил рукопись о развитии побегов для «Handbuch der Physiologischen Botanik» Гофмейстера, Де Бари и Сакса.
С 1863 года Ирмиш редактировал газету «Sondershäuser Regierungsblatt».